# 誉田村 (兵庫県)
誉田村（ほんだむら）は、かつて兵庫県に存在していた村である。1951年に龍野町、神岡村、揖保村、揖西村との合併により龍野市となり消滅した。現在では、たつの市誉田町となっており、誉田小学校区に相当するたつの市中部に位置している。

## 沿革
- 1889年（明治22年）4月1日 町村制施行に伴い揖東郡誉田村発足。
- 1896年（明治29年）4月1日 揖東郡、揖西郡が合併し揖保郡に。
- 1951年（昭和26年）4月1日 龍野町、神岡村、揖保村、揖西村との合併により龍野市となったため消滅。